# Fußball-Weltmeisterschaft 1930/Vereinigte Staaten
Dieser Artikel behandelt die US-amerikanische Nationalmannschaft bei der Fußball-Weltmeisterschaft 1930.

## Qualifikation
Bei dieser ersten Weltmeisterschaft gab es noch keine Qualifikation, da nur eine geringe Zahl von Nationalmannschaften – in Zeiten der Weltwirtschaftskrise und vor Einführung eines regelmäßigen transatlantischen Flugverkehrs – die teure und lange Reise nach Südamerika auf sich zu nehmen bereit war.

## Aufgebot
| \| Name \| Damaliger Verein \| Geburtsdatum \| Sp. \| Tore \| Platzverw. \| \| Torhüter \| Torhüter \| Torhüter \| Torhüter \| Torhüter \| Torhüter \| \| ----------------- \| -------------------------- \| ------------- \| -------- \| -------- \| ---------- \| \| Jimmy Douglas \| New York Nationals \| 30. Juni 1898 \| 3 \| 0 \| 0 \| \| Verteidiger \| \| \| \| \| \| \| Jimmy Gallagher \| New York Nationals \| 8. Juni 1905 \| 3 \| 0 \| 0 \| \| James Gentle \| Philadelphia Cricket Club \| 21. Juli 1904 \| 0 \| 0 \| 0 \| \| George Moorhouse \| New York Giants \| 20. Okt. 1902 \| 3 \| 0 \| 0 \| \| Raphael Tracey \| St. Louis Ben Millers \| 6. Feb. 1904 \| 3 \| 0 \| 0 \| \| Frank Vaughn \| St. Louis Ben Millers \| 18. Feb. 1902 \| 0 \| 0 \| 0 \| \| Alexander Wood \| Detroit Holley Carburators \| 12. Juni 1907 \| 3 \| 0 \| 0 \| \| Läufer \| \| \| \| \| \| \| Andrew Auld \| Providence Gold Bugs \| 26. Jan. 1900 \| 3 \| 0 \| 0 \| \| Jim Brown \| New York Giants \| 31. Dez. 1908 \| 3 \| 1 \| 0 \| \| Billy Gonsalves \| Fall River FC \| 10. Aug. 1908 \| 3 \| 0 \| 0 \| \| Arnie Oliver \| Providence FC \| 22. Mai 1907 \| 0 \| 0 \| 0 \| \| Philip Slone \| New York Giants \| 20. Jan. 1907 \| 0 \| 0 \| 0 \| \| Stürmer \| \| \| \| \| \| \| Mike Bookie \| Cleveland Bruells \| 12. Sep. 1904 \| 0 \| 0 \| 0 \| \| Tom Florie \| New Bedford Whalers \| 6. Sep. 1897 \| 3 \| 1 \| 0 \| \| Bart McGhee \| New York Nationals \| 30. Apr. 1899 \| 3 \| 1 \| 0 \| \| Bertram Patenaude \| Fall River FC \| 4. Nov. 1909 \| 3 \| 4 \| 0 \| \| Trainer \| \| \| \| \| \| \| Robert Millar \| \| 12. Mai 1890 \| \| \| \| |                            |               |     |      |            |
| Name | Damaliger Verein           | Geburtsdatum  | Sp. | Tore | Platzverw. |
| Torhüter |                            |               |     |      |            |
| Jimmy Douglas | New York Nationals         | 30. Juni 1898 | 3   | 0    | 0          |
| Verteidiger |                            |               |     |      |            |
| Jimmy Gallagher | New York Nationals         | 8. Juni 1905  | 3   | 0    | 0          |
| James Gentle | Philadelphia Cricket Club  | 21. Juli 1904 | 0   | 0    | 0          |
| George Moorhouse | New York Giants            | 20. Okt. 1902 | 3   | 0    | 0          |
| Raphael Tracey | St. Louis Ben Millers      | 6. Feb. 1904  | 3   | 0    | 0          |
| Frank Vaughn | St. Louis Ben Millers      | 18. Feb. 1902 | 0   | 0    | 0          |
| Alexander Wood | Detroit Holley Carburators | 12. Juni 1907 | 3   | 0    | 0          |
| Läufer |                            |               |     |      |            |
| Andrew Auld | Providence Gold Bugs       | 26. Jan. 1900 | 3   | 0    | 0          |
| Jim Brown | New York Giants            | 31. Dez. 1908 | 3   | 1    | 0          |
| Billy Gonsalves | Fall River FC              | 10. Aug. 1908 | 3   | 0    | 0          |
| Arnie Oliver | Providence FC              | 22. Mai 1907  | 0   | 0    | 0          |
| Philip Slone | New York Giants            | 20. Jan. 1907 | 0   | 0    | 0          |
| Stürmer |                            |               |     |      |            |
| Mike Bookie | Cleveland Bruells          | 12. Sep. 1904 | 0   | 0    | 0          |
| Tom Florie | New Bedford Whalers        | 6. Sep. 1897  | 3   | 1    | 0          |
| Bart McGhee | New York Nationals         | 30. Apr. 1899 | 3   | 1    | 0          |
| Bertram Patenaude | Fall River FC              | 4. Nov. 1909  | 3   | 4    | 0          |
| Trainer |                            |               |     |      |            |
| Robert Millar |                            | 12. Mai 1890  |     |      |            |

(Anmerkung: Die Rückennummern wurden im internationalen Fußball erst 1939 eingeführt.)

## Spiele

### Vorrunde
| Pl. | Land     | Sp. | S | U | N | Tore    | Diff. | Punkte |
| --- | -------- | --- | - | - | - | ------- | ----- | ------ |
| 1.  | USA      | 2   | 2 | 0 | 0 | 006:000 | +6    | 04:0   |
| 2.  | Paraguay | 2   | 1 | 0 | 1 | 001:300 | −2    | 02:20  |
| 3.  | Belgien  | 2   | 0 | 0 | 2 | 000:400 | −4    | 0:40   |

|                                                                |   |          |           |
| So., 13. Juli 1930 um 15:00 Uhr im Estadio Gran Parque Central |   |          |           |
| Vereinigte Staaten                                             | – | Belgien  | 3:0 (2:0) |
| Do., 17. Juli 1930 um 14:45 Uhr im Estadio Gran Parque Central |   |          |           |
| Vereinigte Staaten                                             | – | Paraguay | 3:0 (2:0) |

Die USA traten in Gruppe 4 mit Belgien und Paraguay an. Nach dem überraschend hohen 3:0-Auftaktsieg gegen Belgien gewannen die Vereinigten Staaten auch gegen Paraguay, das stärker eingeschätzt wurde, erneut mit 3:0, wobei Patenaude den ersten Dreierpack der WM-Geschichte schoss. Mit zwei Siegen wurden die USA Sieger der Gruppe 4 und zogen ins Halbfinale ein. Dort trafen sie auf Argentinien, den Sieger der Gruppe 1.

### Halbfinale
|                                                       |   |                    |           |
| Sa., 26. Juli 1930 um 14:45 Uhr im Estadio Centenario |   |                    |           |
| Argentinien                                           | – | Vereinigte Staaten | 6:1 (1:0) |

Besondere Vorkommnisse: Tracy (USA) spielt von der 10. Minute bis zur Halbzeit mit einem Beinbruch; Torhüter Douglas (USA) spielt ab der 45. Minute mit einem verdrehten Knie; Auld (USA) spielt ab Mitte der zweiten Spielhälfte nach einer Gesichtsverletzung unter Chloroform-Betäubung. Auswechslungen waren seinerzeit noch nicht erlaubt.
Gegen Argentinien waren die Vereinigten Staaten hoffnungslos unterlegen. Erst in der 89. Minute gelang Jim Brown der Ehrentreffer zum 1:6. So zog Argentinien ins Finale ein und die USA mussten sich mit ihrem bis heute besten Ergebnis aus dem Turnier verabschieden.

### Spiel um Platz 3
Ein Platzierungsspiel zwischen den beiden Verlierern der Halbfinalbegegnungen gab es 1930 noch nicht; dies wurde erst 1934 eingeführt. Somit können sich die US-Fußballer gemeinsam mit Jugoslawien als WM-Dritte betrachten.
Mit seinen insgesamt vier Treffern wurde Bert Patenaude drittbester Torschütze dieses Turniers hinter dem Argentinier Stábile (8) und dem Uruguayer Cea (5).